# David Turner
David Lindsay "Dave" Turner (23. september 1923 - 16. juni 2015) var en amerikansk roer og olympisk guldvinder, født i Oakland, Californien. Han var bror til Ian Turner.
Turner var med i USA's otter, der vandt guld ved OL 1948 i London, den 6. amerikanske OL-guldmedalje i otteren i træk. Resten af besætningen bestod af hans bror Ian Turner, James Hardy, George Ahlgren, Lloyd Butler, David Brown, Justus Smith, John Stack og styrmand Ralph Purchase. Samtlige otte roere var studerende ved University of California, Berkeley og medlemmer af universitetets roklub. Der deltog i alt 12 både i konkurrencen, hvor amerikanerne sikrede sig guldet foran Storbritannien og Norge, der vandt henholdsvis sølv og bronze. Det var de eneste olympiske lege Turner deltog i.

## OL-medaljer
- 1948:  Guld i otter